# Abatiá
Abatiá is een gemeente in de Braziliaanse deelstaat Paraná. De gemeente telt 7.928 inwoners (schatting 2009).

## Aangrenzende gemeenten
De gemeente grenst aan Bandeirantes, Cornélio Procópio, Jundiaí do Sul, Ribeirão do Pinhal, Santa Amélia en Santo Antônio da Platina.